# Lista de presidentes do Conselho de Ministros da Bósnia e Herzegovina
Esta lista de presidentes do Conselho de Ministros da Bósnia e Herzegovina compreende as 26 pessoas que exerceram a chefia de governo da Bósnia e Herzegovina desde a independência em 1992, incluindo também os chefes de governo da República Socialista da Bósnia e Herzegovina, parte integrante da República Socialista Federativa da Jugoslávia, de 1945 a 1992. 
A atual presidente do Conselho de Ministro é Borjana Krišto, desde 25 de janeiro de 2023.

## Chefes de governo

### República Socialista da Bósnia e Herzegovina

#### Ministro para a Bósnia e Herzegovina
| Nº | Ministro           | Ministro | Início do mandato  | Fim do mandato      | Partido                                   |
| -- | ------------------ | -------- | ------------------ | ------------------- | ----------------------------------------- |
| 1  | Rodoljub Čolaković |          | 7 de março de 1945 | 27 de abril de 1945 | Partido Comunista da Bósnia e Herzegovina |

#### Primeiros-ministros
| Nº | Primeiro-ministro  | Primeiro-ministro | Início do mandato   | Fim do mandato   | Partido |
| -- | ------------------ | ----------------- | ------------------- | ---------------- | --- |
| 1  | Rodoljub Čolaković |                   | 27 de abril de 1945 | setembro de 1948 | Partido Comunista da Bósnia e Herzegovina                                                                          |
| 2  | Đuro Pucar         |                   | setembro de 1948    | março de 1953    | Partido Comunista da Bósnia e Herzegovina (até 1952) Liga de Comunistas da Bósnia e Herzegovina (a partir de 1952) |

#### Presidentes do Conselho Executivo
| Nº | Presidente do Conselho Executivo | Presidente do Conselho Executivo | Início do mandato      | Fim do mandato         | Partido                                          |
| -- | -------------------------------- | -------------------------------- | ---------------------- | ---------------------- | ------------------------------------------------ |
| 2  | Đuro Pucar                       |                                  | março de 1953          | dezembro de 1953       | Liga de Comunistas da Bósnia e Herzegovina       |
| 3  | Avdo Humo                        |                                  | dezembro de 1953       | 1956                   | Liga de Comunistas da Bósnia e Herzegovina       |
| 4  | Osman Karabegović                |                                  | 1956                   | 1963                   | Liga de Comunistas da Bósnia e Herzegovina       |
| 5  | Hasan Brkić                      |                                  | 1963                   | 1965                   | Liga de Comunistas da Bósnia e Herzegovina       |
| 6  | Rudi Kolak                       |                                  | 1965                   | 1967                   | Liga de Comunistas da Bósnia e Herzegovina       |
| 7  | Branko Mikulić                   |                                  | 1967                   | 1969                   | Liga de Comunistas da Bósnia e Herzegovina       |
| 8  | Dragutin Kosovac                 |                                  | 1969                   | abril de 1974          | Liga de Comunistas da Bósnia e Herzegovina       |
| 9  | Milanko Renovica                 |                                  | abril de 1974          | 28 de abril de 1982    | Liga de Comunistas da Bósnia e Herzegovina       |
| 10 | Seid Maglajlija                  |                                  | 28 de abril de 1982    | 28 de abril de 1984    | Liga de Comunistas da Bósnia e Herzegovina       |
| 11 | Gojko Ubiparip                   |                                  | 28 de abril de 1984    | abril de 1986          | Liga de Comunistas da Bósnia e Herzegovina       |
| 12 | Josip Lovrenović                 |                                  | abril de 1986          | abril de 1988          | Liga de Comunistas da Bósnia e Herzegovina       |
| 13 | Marko Ceranić                    |                                  | abril de 1988          | 20 de dezembro de 1990 | Liga de Comunistas da Bósnia e Herzegovina       |
| 14 | Jure Pelivan                     |                                  | 20 de dezembro de 1990 | 3 de março de 1992     | União Democrática Croata da Bósnia e Herzegovina |

### República da Bósnia e Herzegovina

#### Primeiros-ministros
| Nº | Primeiro-ministro | Primeiro-ministro | Etnia    | Início do mandato     | Fim do mandato        | Partido                                          |
| -- | ----------------- | ----------------- | -------- | --------------------- | --------------------- | ------------------------------------------------ |
| 1  | Jure Pelivan      |                   | Croata   | 3 de março de 1992    | 9 de novembro de 1992 | União Democrática Croata da Bósnia e Herzegovina |
| 2  | Mile Akmadžić     |                   | Croata   | 9 de novembro de 1992 | 25 de outubro de 1993 | União Democrática Croata da Bósnia e Herzegovina |
| 3  | Haris Silajdžić   |                   | Bosníaco | 25 de outubro de 1993 | 30 de janeiro de 1996 | Partido de Ação Democrática                      |
| 4  | Hasan Muratović   |                   | Bosníaco | 30 de janeiro de 1996 | 3 de janeiro de 1997  | Nenhum (independente)                            |

### Bósnia e Herzegovina pós-Acordo de Dayton

#### Co-primeiros-ministros
| Nº  | Co-primeiro-ministro | Co-primeiro-ministro | Etnia    | Início do mandato      | Fim do mandato         | Partido                                |
| --- | -------------------- | -------------------- | -------- | ---------------------- | ---------------------- | -------------------------------------- |
| (3) | Haris Silajdžić      |                      | Bosníaco | 3 de janeiro de 1997   | 3 de fevereiro de 1999 | Partido pela Bósnia e Herzegovina      |
| -   | Boro Bosić           |                      | Sérvio   | 3 de janeiro de 1997   | 3 de fevereiro de 1999 | Partido Democrático Sérvio             |
| (3) | Haris Silajdžić      |                      | Bosníaco | 3 de fevereiro de 1999 | 6 de junho de 2000     | Partido pela Bósnia e Herzegovina      |
| -   | Svetozar Mihajlović  |                      | Sérvio   | 3 de fevereiro de 1999 | 6 de junho de 2000     | Partido Socialista da República Sérvia |

#### Presidentes do Conselho de Ministros
| Nº | Presidente do Conselho de Ministros | Presidente do Conselho de Ministros | Início do mandato | Fim do mandato          | Partido                 |                                                  |
| -- | ----------------------------------- | ----------------------------------- | ----------------- | ----------------------- | ----------------------- | ------------------------------------------------ |
| 5  | Spasoje Tuševljak                   |                                     | Sérvio            | 6 de junho de 2000      | 18 de outubro de 2000   | Nenhum (independente)                            |
| 6  | Martin Raguž                        |                                     | Croata            | 18 de outubro de 2000   | 22 de fevereiro de 2001 | União Democrática Croata da Bósnia e Herzegovina |
| 7  | Božidar Matić                       |                                     | Croata            | 22 de fevereiro de 2001 | 18 de julho de 2001     | Partido Social Democrata da Bósnia e Herzegovina |
| 8  | Zlatko Lagumdžija                   |                                     | Bosníaco          | 18 de julho de 2001     | 15 de março de 2002     | Partido Social Democrata da Bósnia e Herzegovina |
| 9  | Dragan Mikerević                    |                                     | Sérvio            | 15 de março de 2002     | 23 de dezembro de 2002  | Partido do Progresso Democrático                 |
| 10 | Adnan Terzić                        |                                     | Bosníaco          | 23 de dezembro de 2002  | 11 de janeiro de 2007   | Partido de Ação Democrática                      |
| 11 | Nikola Špirić                       |                                     | Sérvio            | 11 de janeiro de 2007   | 12 de janeiro de 2012   | Aliança de Sociais Democratas Independentes      |
| 12 | Vjekoslav Bevanda                   |                                     | Croata            | 12 de janeiro de 2012   | 11 de fevereiro de 2015 | União Democrática Croata da Bósnia e Herzegovina |
| 13 | Denis Zvizdić                       |                                     | Bosníaco          | 11 de fevereiro de 2015 | 5 de dezembro de 2019   | Partido de Ação Democrática                      |
| 14 | Zoran Tegeltija                     |                                     | Sérvio            | 5 de dezembro de 2019   | 25 de janeiro de 2023   | Aliança de Sociais Democratas Independentes      |
| 15 | Borjana Krišto                      |                                     | Croata            | 25 de janeiro de 2023   | presente                | União Democrática Croata da Bósnia e Herzegovina |